# IF (黎明專輯)
《IF》是香港歌手黎明的錄音室專輯，全碟由雷頌德監製，收錄了11首歌曲，專輯於1997年5月由唱片公司寶麗金首次發行。此專輯曾經參與香港IFPI唱片銷量認證，獲頒發白金唱片（銷量達五萬張以上）。

## 製作與發行

### 專輯命名
此專輯的命名概念源自於1970年代美國樂隊Bread（麵包合唱團）的歌曲〈IF〉，黎明與雷頌德初相識時，雙方都誤解對方是個難相處的人，由相識開始，他們說話不多，直至有一次在車廂內，黎明播放一盒重複錄滿了樂隊Bread主唱〈IF〉的錄音帶，他們才發現彼此聽歌的口味是很相同，從這首歌開始，他們成為朋友，黎明認為能夠在音樂上找到這樣的好搭擋並不容易，「IF」這個名字對黎明和雷頌德來說是很特別和有紀念價值，因此這張專輯以「IF」命名。

### 發行
唱片公司曾因此專輯製作超時而考慮以迷你專輯形式發行，而監製雷頌德最終亦能趕及完成製作，遂按照原定計劃以大碟形式推出，此專輯的第10首歌曲播放完畢後，相隔7分鐘便會播出歌曲〈也不夠〉的另一個版本，黎明和雷頌德均認為此版本動聽，故擅在唱片公司不知情下將這首歌曲收錄於專輯內，專輯在推出後的兩天內售罄，需要增加印量。為配合此專輯的推出，唱片公司設置一個網站，聽眾可於網站內試聽〈只要為我愛一天〉及〈世界之最〉，亦可以根據網頁所設的規則與黎明一起玩遊戲。

## 曲目列表
| CD       | CD                               | CD       | CD       | CD       | CD                                      | CD    |
| 曲序     | 曲目                             |          | 作曲     | 编曲     | 备注                                    | 时长  |
| -------- | -------------------------------- | -------- | -------- | -------- | --------------------------------------- | ----- |
| 1.       | 愛加深                           | 林夕     | 雷頌德   | 雷頌德   |                                         | 3:48  |
| 2.       | 只要為我愛一天                   | 林夕     | 雷頌德   | 雷頌德   | 電訊廣告主題曲                          | 4:03  |
| 3.       | 世界之最                         | 林夕     | 雷頌德   | 雷頌德   | 牛仔褲廣告主題曲                        | 3:12  |
| 4.       | 也不夠                           | 黃仲凱   | 陳輝虹   | 金小兵   |                                         | 3:46  |
| 5.       | 向孩子學習                       | 黃偉文   | 雷頌德   | 雷頌德   | 香港聯合國兒童基金委員會主題曲          | 4:03  |
| 6.       | 傳情達意                         | 陳少琪   | 雷頌德   | 雷頌德   |                                         | 3:01  |
| 7.       | 自然                             | 潘源良   | 雷頌德   | 雷頌德   |                                         | 3:31  |
| 8.       | 全憑直覺                         | 周禮茂   | 李漢文   | 李漢文   |                                         | 3:18  |
| 9.       | 煙花背後                         | 林夕     | 黎明     | 雷頌德   |                                         | 3:52  |
| 10.      | 只要為我愛一天（Bungy Jump Mix） | 林夕     | 雷頌德   | 雷頌德   |                                         |       |
| 11.      | 也不夠（Acoustic Version）       | 黃仲凱   | 陳輝虹   | 金小兵   | 曲目10與曲目11之間相隔了7分鐘的空白時間 | 11:18 |
| 总时长： | 总时长：                         | 总时长： | 总时长： | 总时长： | 总时长：                                | 42:22 |

## 幕後製作人員
以下是《IF》的幕後製作人員名單：
- 鍵琴：雷頌德（曲目1－3,6,9）
- 結他：雷頌德（曲目1－3,5－7）、陳偉文（曲目8）
- 尼龍弦結他：雷頌德（曲目1）、Danny Leung（曲目9）
- 木結他：雷頌德（曲目3,5）、Danny Leung（曲目6）
- 貝斯：Pal Sinn（曲目1－3,7）、李漢文（曲目8）
- 鼓：Anthony M. Fernandes（曲目1－3,7）、陳匡榮（曲目8）
- 敲擊樂：Anthony M. Fernandes（曲目1－3,7）、陳匡榮（曲目8）
- 色士風：Tim Oram（曲目3）
- 弦樂：熊宏亮弦樂團（曲目1,2,5,6）、Anthony M. Fernandes（曲目5－7）、雷頌德（曲目6,7）
- 音色伴奏：雷頌德（曲目6,9）、李漢文（曲目8）
- 樂器：金小冰（曲目4）
- 人聲（臨時穿插）：Bette Harvey June（曲目3）
- 和音：周小君、張偉文、曹潔敏、陳美鳳、Nancy Chan、譚錫禧、李小梅
- 錄音、混音：Frankie Hung、Robert Porter、Simon Chan、亞銘、蘇志雄、謝永昌、魏志明
- 美術指導：奚仲文
- 攝影：張文華
- 監製：雷頌德
- 經理人公司：百事活娛樂事業有限公司

## 流行榜成績
以下是《IF》專輯的派台歌曲名單，以及其歌曲在香港四大電子媒體音樂流行榜的最高位置。
| 派台歌曲／流行榜   | 903專業推介 | 中文歌曲龍虎榜 | 新城電台勁爆本地榜 | 勁歌金榜 |
| ------------------ | ----------- | -------------- | ------------------ | -------- |
| 〈只要為我愛一天〉 | 冠軍        | 冠軍           | 兩週冠軍           | 冠軍     |
| 〈世界之最〉       | 季軍        | 季軍           | 冠軍               | 冠軍     |
| 〈傳情達意〉       | 第7位       | 第13位         | 未能上榜           | 未能上榜 |

## 獎項
以下是收錄於《IF》專輯的歌曲獲頒發的獎項：
- 電視廣播有限公司1997年度勁歌金曲季選——第二季得獎歌曲〈只要為我愛一天〉
- 電視廣播有限公司1997年度十大勁歌金曲頒獎典禮——十大勁歌金曲獎〈只要為我愛一天〉 [17]
- 電視廣播有限公司1997年度十大勁歌金曲頒獎典禮——金曲金獎 〈只要為我愛一天〉[17]
- 香港電台1997年度十大中文金曲頒獎音樂會——十大中文金曲頒獎音樂會十大中文金曲獎〈只要為我愛一天〉 [18]
- 香港電台1997年度十大中文金曲頒獎音樂會——全球華人至尊金曲獎〈只要為我愛一天〉 [18]
- 香港商業電台1997年度叱咤樂壇流行榜頒獎典禮——叱咤樂壇我最喜愛的歌曲大獎〈只要為我愛一天〉 [19]
- 香港商業電台叱咤903潮流指數97第二季季選——我最喜愛的廣告歌〈只要為我愛一天〉、〈傳情達意〉[20]
- 香港商業電台叱咤903潮流指數97第二季季選——我最喜愛的音樂錄影帶〈只要為我愛一天〉[21]
- 新城電台1997年度新城勁爆頒獎禮——年度歌曲大獎〈只要為我愛一天〉[22]
- 新城電台1997年度新城勁爆頒獎禮——勁爆流行曲獎〈只要為我愛一天〉[23]
- 新城電台1997年度金心情歌頒獎禮——本地金心情歌金獎〈只要為我愛一天〉[24]
- 有線YMC台1997年度YMC至尊榜總選——至尊心愛廣東歌〈只要為我愛一天〉
- 亞洲電視第四屆十大電視廣告頒獎典禮——最受歡迎電視廣告歌曲大獎〈只要為我愛一天〉[25]